# Yves Rozenholc
 (mars 2025).
Motif : Où sont les sources secondaires, centrées et indépendantes qui montrent que les critères d'admissibilité sont atteints ?
- Archive Wikiwix
- Bing
- Cairn
- DuckDuckGo
- E. Universalis
- Gallica
- Google
- G. Books
- G. News
- G. Scholar
- Persée
- Qwant
- (zh) Baidu
- (ru) Yandex
- (wd) trouver des œuvres sur Wikidata

| 1. | Préciser le motif de la pose du bandeau. | Précisez le motif de la pose du bandeau en utilisant la syntaxe suivante : {{admissibilité à vérifier\|date=mars 2025\|motif=remplacez ce texte par le motif}}                      |
| 2. | Informer les utilisateurs concernés.     | Pensez à avertir le créateur de l'article, par exemple, en insérant le code ci-dessous sur sa page de discussion : {{subst:avertissement admissibilité à vérifier\|Yves Rozenholc}} |

 (mars 2025).
Yves Rozenholc, né  en 1965 à Paris, est professeur de science des données de l’université Paris-Cité et directeur de l’unité de recherche 7537 « BioSTM » (Biostatistique, traitement et modélisation des données biologiques), qu’il a créée en 2019 à la faculté de pharmacie. Il est l'inventeur du Now.Museum.

## Famille
Yves Rozenholc est le fils d'Hélène et Samuel Rozenholc, qui furent enfants cachés durant la Seconde Guerre mondiale. Il a assisté sa mère dans la mission mémorielle qu’elle-même s’était assignée avec l’Association pour la mémoire des enfants juifs déportés (AMEJD), en fixant sur les murs des écoles du Marais et des Xe et XIe arrondissement de Paris des plaques honorant la mémoire des enfants déportés. 

## Biographie et travaux
Yves Rozenholc est professeur de science des données en mathématiques appliquées et applications des mathématiques. Ancien élève du lycée Henry-IV, de formation initiale en statistiques mathématiques, son intérêt se porte principalement sur le rôle de la sélection de modèles et le contrôle du phénomène aléatoire. Ses recherches s'étendent de la statistique mathématique aux applications des science des données en médecine et biologie, et même aux arts, lettres et sciences humaines et sociales. 
Parmi ses principaux travaux figurent une nouvelle approche du suivi de l’angiogenèse pour le projet « Angiogenèse et Cancer », ou encore le développement d'une méthode automatisée de reconstruction faciale en vue de l’élaboration de portraits robots grâce à une approche mathématique menée avec Françoise Tillota, spécialiste de médecine légale.
À la recherche de dialogues scientifiques et de collaborations transdisciplinaires, il s'associe avec Pierre Laurent-Puig pour concevoir ce qui deviendra la première méthode de détection de mutations tumorales en 2015, contribuant à la personnalisation des traitements du cancer.  

## Le Covid-19.Museum et le Now.Museum
Au mois de mars 2020, Yves Rozenholc conçoit le Covid-19.Museum, musée virtuelle et plateforme d'étude pour documenter en continu, de façon ouverte et transparente, l’histoire de l’événement Covid-19.   
Ce projet se prolongera sous la forme plus générale du Now.Museum, projet citoyen en science ouverte inventé par Yves Rozenholc pour capturer, préserver et documenter de façon décentralisée le présent.  L'idée à l'origine du Now.Museum est la suivante : des captures automatisées, augmentées de captures manuelles qui viendraient s’y agréger, devraient pouvoir être déclenchées, non seulement devant des événement identifiés comme importants à leur origine, comme ce fut le cas par exemple pour le Covid ou l'invasion de l'Ukraine, mais aussi pour documenter a posteriori des événements non perçus comme significatifs dans le présent, mais qui pourraient le devenir dans le futur.  
Face à l’impossibilité de prédire ce qui sera perçu comme pertinent à l’avenir, et dans un refus de le faire selon des préjugés, a priori, Yves Rozenholc a alors formulé l’hypothèse suivante : par une capture continue, en temps réel et sans a priori, de ses éléments numériques, il devrait être possible de documenter en continu, de façon ouverte et transparente, un événement nommé, documenté et mis en perspective. 
De telle sorte qu’il soit possible de : 
1. Mettre en lien des collections numériques ou numérisées, les résultats de captures automatisées et de constructions manuelles, et leurs documentations ;
2. Extraire de ces collections et à partir de quelques termes, de constituer un espace-temps de connaissance, de créativité et de recherche ;
3. Extraire des espace-temps ainsi construits des éléments signifiants à l’aide d’outils de description et d’analyse automatisés, normalisés et reproductibles.

Musée numérique du présent et plateforme d'étude, il repose sur une technologie combinant la puissance de partage de métadonnées de Dataverse et la flexibilité des DID's, Decentralized identifier (en), pour l’accès et l’utilisation. En cours de construction, il unit ainsi des collections de métadonnées sans les copier, ni en changer la propriété ni la responsabilité, dans le respect du Règlement général sur la protection des données. Ces métadonnées peuvent alors être explorées et annotées de façon contrôlée.